# Viola skanderbegii
Viola skanderbegii är en violväxtart som beskrevs av Dörfler och August von Hayek. Viola skanderbegii ingår i släktet violer, och familjen violväxter. Inga underarter finns listade i Catalogue of Life.